# Zygia trunciflora
Zygia trunciflora är en ärtväxtart som först beskrevs av Adolpho Ducke, och fick sitt nu gällande namn av Maria de Lourdes Rico. Zygia trunciflora ingår i släktet Zygia och familjen ärtväxter. Inga underarter finns listade i Catalogue of Life.